# Homer odüsszeiája
A Homer odüsszeiája (eredeti cím: Homer's Odussey) a harmadik Simpson család epizód. Amerikában 1990. január 21-én mutatták be. Magyarországon 1998. szeptember 16-án mutatta be a TV3. Az epizód produkciós kódja: 7G03. Az epizódot Jay Kogen és Wallace Wolodarsky írta, valamint Wes Archer rendezte.

## Tartalom
Mrs. Vadalma elviszi az osztályát a springfield-i atomerőműbe. Miközben egy elektromos kocsin haladva keresztülhalad az erőművön, Homer leveszi a szemét a vezetésről, majd beleszáguld egy radioaktív csőbe, ami az erőmű leállását okozza.
Homert kirúgják biztonsági előírások ismételt megsértéséért. Letört hangulatában az asztalon hagyva egy búcsúüzenetet a híd felé indul egy kővel. Lisa megtalálja a levelet és értesíti a többieket. A hídon átkelve meg akarták állítani Homert, de majdnem elgázolta őket egy közeledő teherautó. Szerencsére Homernak sikerült épp időben ellöknie őket az útról.
Ezt követően Homer keresztes hadjáratba kezd, hogy életeket mentsen. Mindenhova plakátokat, sebességkorlátozó táblákat és figyelmeztető táblákat helyeztet. Mikor a közlekedési biztonság az egekbe szökött, Homer az atomerőmű ellen tesz lépéseket. Mr. Burns felajánl neki egy új munkát, biztonsági vezetőként, több fizetéssel. Homer elfogadja az ajánlatot, és az odakint várakozó, lázadó tömeget megnyugtatja.